# Rue des Deux-Boules
Rue des Deux-Boules är en gata i Quartier Saint-Germain-l'Auxerrois i Paris första arrondissement. Gatan är uppkallad efter motivet på en gammal butiksskylt. Rue des Deux-Boules börjar vid Rue des Lavandières-Sainte-Opportune 17 och slutar vid Rue Bertin-Poirée 20.

## Bilder
| - Gatuskylt. - Rue des Deux-Boules. |

## Omgivningar
- Saint-Germain-l'Auxerrois
- Sainte-Chapelle
- Louvren
- Tuilerierna
- Rue des Orfèvres
- Rue des Lavandières-Sainte-Opportune
- Rue Bertin-Poirée
- Quai des Orfèvres

## Kommunikationer
- Tunnelbana – linjerna      – Châtelet
- Busshållplats Rivoli – Châtelet – Paris bussnät

### Webbkällor
- ”Rue des Deux-Boules”. Mairie de Paris. https://web.archive.org/web/20160303221438/http://www.v2asp.paris.fr/commun/v2asp/v2/nomenclature_voies/Voieactu/2778.nom.htm. Läst 6 mars 2023.
- ”Rue des Deux-Boules”. Les rues de Paris. https://web.archive.org/web/20191216031353/http://www.parisrues.com/rues01/paris-01-rue-des-deux-boules.html. Läst 6 mars 2023.